# Цымбалюк, Михаил Михайлович
Михаи́л Миха́йлович Цымбалю́к (укр. Михайло Михайлович Цимбалюк; род. 21 ноября 1964, село Пасечная) — генерал-лейтенант милиции Украины, государственный деятель там же. Доктор юридических наук. Заслуженный юрист Украины. Профессор кафедры философии права Киевского национального университета внутренних дел. Глава Львовской областной организации политической партии ВО «Батькивщина». Народный депутат Украины, ВО «Батькивщина».

## Биография
Михаил Михайлович родился 21 ноября 1964 года в селе Пасечная Ивано-Франковской области.

### Образование
- 1988 год — окончил Тернопольский государственный педагогический институт.
- 1998 год — окончил Межрегиональную академию управления персоналом.
- 2001 год — окончил магистратуру Национальной академии внутренних дел Украины.

### Карьера
- 1988 — Директор детско-юношеской спортивной школы в селе Кошляки Пидволочиского района Тернопольщины.
- 1988 — Начальник управления ГАИ УМВД Украины в Тернопольской области, заместителя начальника УМВД Украины в Тернопольской области.
- 07.2002 — Возглавил УМВД в Ривненской области.
- 07.2004 — Председатель Тернопольской областной государственной администрации.
- 2005—2007 — Начальник Департамента уголовной милиции по делам несовершеннолетних МВД Украины.
- 01-12.2007 — Начальник Главного управления МВД Украины во Львовской области.
- 12.2007-03.2010 — Начальник ГУМВД Украины в Полтавской области.
- 03-06.2010 — Начальник ГУ МВД Украины во Львовской области.
- 16.06.2010 — Назначен главой Тернопольской областной государственной администрации.
- 21.12.2010 — Председатель Львовской областной государственной администрации.
- 02.11.2011 Указом Президента Украины № 1011/2011 от 2 ноября года был освобождён от должности председателя Львовской областной государственной администрации[1].
- С декабря 2015 назначении и. о. председателя Львовской областной партийной организации ВО «Батькивщина». С 5 апреля 2016 года — председатель «Батькивщина» на Львовщине, согласно член Политического совета партии.

### Известность
Во Львове Михаил Михайлович Цымбалюк проработал несколько месяцев; за это время он дважды стал источником медиаповода:
1. он уволил всех работников львовского МРЭО с формулировкой «за неудовлетворительную службу».
2. он озвучил информацию о том, что Елена Парубий, сотрудница Сиховской районной налоговой администрации города Львова и сестра народного депутата Андрея Парубия, была уличена в принятии взятки за непроведение проверок использования кассовых аппаратов у частных предпринимателей[2][3] в размере двух тысяч долларов США.

### Семья
Сын Виталий — историк и юрист.
Закончил:
- исторический факультет Тернопольского педагогического университета им. Гнатюка,
- а также юридический факультет Киевского национального университета УМВД Украины.

## Награды
- Почётная грамота Кабмина Украины.